# Culicoides acanthostomus
Culicoides acanthostomus är en tvåvingeart som beskrevs av Wirth och Hubert 1989. Culicoides acanthostomus ingår i släktet Culicoides och familjen svidknott. Inga underarter finns listade i Catalogue of Life.